# Prakratik Society

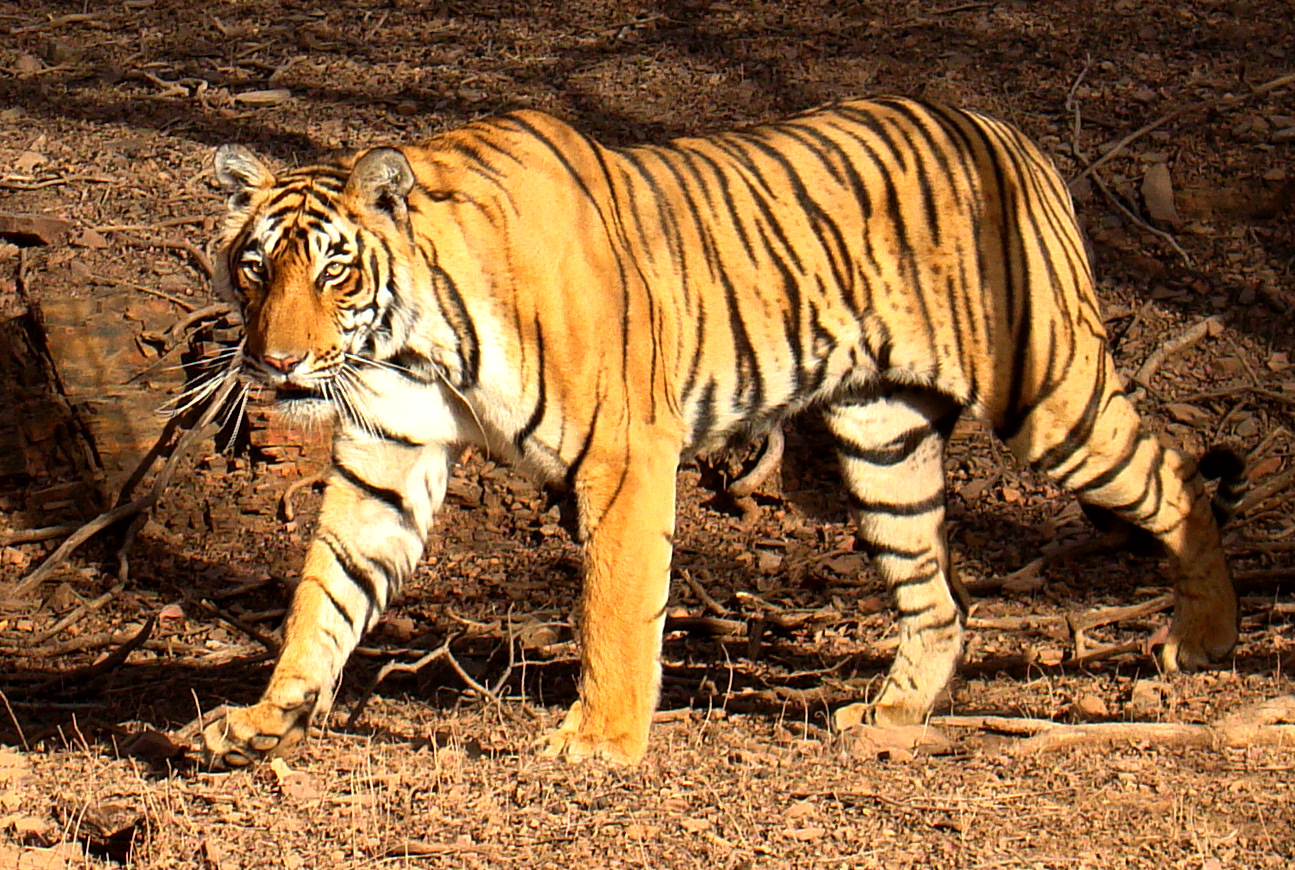
L'objectif principal de la Prakratik Society est la conservation des tigres du parc national de Ranthambore.

La Prakratik Society est une organisation non gouvernementale environnementale et sociale qui travaille autour du parc national de Ranthambore au Rajasthan, en Inde, l'une des réserves de tigres les plus connues au monde.

## Histoire
Fondée en 1994 par le Dr. Goverdhan Singh Rathore, la mission de la société est de trouver des solutions au conflit entre les humains et les animaux à Ranthambhore, d'assurer la survie à la fois du tigre dans la forêt et de la population nombreuse et croissante et désespérément pauvre qui l'attire sur le parc pour le bois et le fourrage du bétail.
Prakratik (qui signifie nature ou naturel en hindi) a été créé par le Dr Goverdhan Singh Rathore, le fils de Fateh Singh Rathore.

## Programmes
Les programmes de la Prakratik Society comprennent : l'éducation, à la fois formelle et informelle, une école de langue anglaise, de la maternelle à la 12e année et une éducation environnementale à travers des camps naturels, des concours de sensibilisation à l'environnement, une bibliothèque mobile et des projections de films dans les écoles et villages voisins ; les soins de santé, l'hôpital Ranthambhore Sevika ainsi que les services de proximité en matière de soins de santé ; planification familiale et conseil familial ; sources d'énergie alternatives (biogaz), agroforesterie pour verdir les terres dénudées de la région, insémination artificielle pour améliorer le cheptel bovin local, une cellule juridique pour aider à poursuivre les braconniers de léopards et de tigres et la collaboration avec d'autres ONG locales telles que l'ONG de la région,. Prakratik dispose également d'un nouvel hôpital dans la ville de Sawai Madopur.

## Distinctions
En 2001, Prakratik a reçu l'honneur Esso pour la conservation du tigre, en reconnaissance du service rendu par le Dr Rathore à la communauté et à la conservation, qui lui a été présenté par le commissaire en chef des élections, M.S. Gill. La citation dit : « Il a travaillé dans la conservation communautaire et les soins de santé primaires avec les communautés locales dans et autour du parc national de Ranthambhore et a obtenu des résultats exceptionnels en matière de planification démographique et d'énergie alternative. Ce prix salue M. Goverdhan Singh pour son service à la communauté et la nation pour ses efforts inlassables et sa croisade pour maintenir Ranthambhore en vie et en bonne santé. ».
En 2004, le Dr. Rathore a reçu le Ashden Sustainable Energy Award à Londres.